# Велики мозак
Велики мозак (лат. cerebrum) или теленцефалон је највећи и најразвијенији део мозга кичмењака.
Садржи се од коре великог мозга (унутар које се налазе сензорне, моторне и асоцијативне зоне) и неколико субкортикалних структура, као што су хипокампус, базалне ганглије и олфакторни булбус. Велики мозак се састоји од две хемисфере, леве и десне, које су приближно симетричне. Оне су раздвојене дубоком уздужном браздом, а спојене жуљевитим телом (лат. corpus callosum). У обе хемисфере налази се по једна мождана комора. Поред нервних ћелија, у великом мозгу налазе се и глијалне ћелије.
Сива маса је на површини и она чини кору (лат. cortex) предњег мозга. Кора није равна и глатка, већ је изборана структурама које се називају гируси и сулкуси. Сулкуси или фисуре су бразде коре, док су гируси вијуге које се налазе између појединих бразда.  Дубоко у церебралном кортексу налази се унутрашња, бела маса, која чини највећи део великог мозга и садржи мијелинизована нервна влакна која преносе информације у или из мождане коре. Последња компонента церебралног кортекса је неколико колекција тела неуронских ћелија закопаних унутар беле масе које се називају субкортикалне структуре.
Свака хемисфера може да се подели на шест режњева: чеони (лат. lobus frontalis), слепоочни (лат. lobus temporalis), темени (лат. lobus parietalis) и потиљачни (лат. lobus occipitalis). Чеони режањ садржи контролне центре за моторичку активност и говор, темени за соматска чула (додир и положај), слепоочни за слушну рецепцију и памћење, а потиљачни за пријем визуелних информација. Ова четири режња видљива су споља. Пети режањ је лимбички режањ (лат. lobus limbicus), а шести инсуларни (лат. lobus insularis) и оба су скривена у наборима кортекса.
Велики мозак је богато снабдевен крвним судовима. Снабдевање великог мозга крвљу може се класификовати у три различите упарене артеријске гране: предње церебралне артерије, средње церебралне артерије и задње церебралне артерије. Венска дренажа великог мозга одвија се преко мреже малих можданих вена. Ови судови се празне у дуралне венске синусе - просторе обложене ендотелом између спољашњег и унутрашњег слоја тврде мождане опне.
Велики мозак се пренатално развија из предњег мозга (прозенцефалон). Код сисара, дорзални теленцефалон или палијум се развија у церебрални кортекс, а вентрални теленцефалон, или субпалијум, се развија у базалне ганглије. Људски кортекс је дебео неколико центиметара и има површину од око 2.000 cm2, углавном због сложене серије вијуга; сматра се да екстензивни развој кортекса код људи разликује људски мозак од мозга других животиња. 
Мождана кора је одговорна за интеграцију сензорних импулса, усмеравање моторичке активности и контролу виших интелектуалних функција. Дакле, ова структура има важну сензомоторну улогу, али и улогу у процесима као што су: језик, памћење, учење, мишљење, понашање и друге.

## Структура
Велики мозак је највећи део мозга. У зависности од положаја животиње, лежи или испред или на можданом стаблу. Код људи, велики мозак је највећи и најбоље развијен од пет главних подела мозга.
Велики мозак се састоји од две мождане хемисфере и њихових можданих кора (спољни слојеви сиве масе) и доњих делова беле масе. Субкортикалне структуре укључују хипокампус, базалне ганглије и олфакторни булбус. Велики мозак се састоји од две мождане хемисфере у облику слова C, које су раздвојене дубоком уздужном браздом, а спојене жуљевитим телом (лат. corpus callosum). Дубока уздужна бразда испуњена је набором тврде мождане овојнице.

### Церебрални кортекс
Мождана кора, спољашњи слој сиве масе великог мозга, налази се само код сисара. Код већих сисара, укључујући људе, површина мождане коре се савија да би створила вијуге (гирусе) и бразде (сулкусе) које повећавају њену површину. Две највеће бразде у великом мозгу су Роландова (лат. sulcus centralis) и Силвијева бразда (лат. sulcus lateralis). Испод централне бразде налази се прецентрална вијуга (лат. gyrus precentralis), док се иза ње налази постцентрална вијуга (лат. gyrus postcentralis). Структура испод прецентралне вијуге је врло добро развијена код човека и назива се префронтални кортекс. Бразда која одваја темени и потиљачни режањ је темено-потиљачна бразда (лат. sulcus parietooccipitalis), а на потиљачном режњу видљива је и калкаринска бразда (лат. fissura calcarina), која дели овај режањ на горњи и доњи део. Зидове латералне бразде садржи се од набораног кортикалног ткива. Велики део те бразде је Реилова инсула (лат. lobus insularis). Жуљевито тело и цингулаторни гирус (лат. gyrus cingulatus) постаје видљиво када се пресеку две хемисфере предњег мозга.
Мождана кора је генерално класификована у четири режња: чеони, темени, слепоочни и потиљачни. Режњеви су класификовани на основу неурокранијалних костију изнад њих. Мањи режањ је инсуларни режањ, део мождане коре савијен дубоко унутар латералног сулкуса који одваја слепоочни режањ од теменог и чеоног режња, налази се унутар сваке хемисфере мозга сисара.

#### Хистолошка грађа
Највећи део коре великог мозга спада у филогенетски новије структуре мозга. Неокортекс се садржи од шест слојева нервних ћелија. Он чини највећи део мождане коре и чини приближно половину запремине људског мозга. Сматра се да је његова улога у процесима везаним за пажњу, мишљење, перцепцију и епизодичко памћење. У саставу неокортекса налазе се пирамидалне, стелатне и фузиформне ћелије. Филогенетски старији делови мозга који чине палеокортекс, као и они што спадају у најстарије делове архипалијума, садрже се из 3-4 слоја нервних челија.
Посматрањем кортекса великог мозга може се уочити да дебљина није свуда иста. Кора прецентралног гируса дебља је од коре потиљачног режња. Може се уочити и да је заступљеност појединих категорија неурона шестослојног кортекса неједнака у свим његовим деловима. У прецентралном гирусу доминирају велике пирамидалне ћелије и овај део коре предњег мозга се услед тога често назива пирамидални кортекс, за разлику од сензорних зона које припадају грануларном кортексу.
На основу варијација хистолошке грађе, многи аутори су вршили мапирање коре великог мозга делећи га на регионе. Једна од познатијих подела је Бродманова подела, који је мозак поделио на 52 дистинктивне области.

### Церебралне хемисфере
Велики мозак је подељен уздужном дубоком браздом на две мождане хемисфере, десну и леву. Велики мозак је контралатерално организован, односно десна хемисфера контролише и обрађује сигнале (претежно) са леве стране тела, док лева хемисфера контролише и обрађује сигнале (претежно) са десне стране тела. Према тренутним сазнањима, то је због аксијалног увијања који се јавља у раном ембриону. Постоји јака, али не и потпуна билатерална симетрија између хемисфера, док латерализација има тенденцију да расте са повећањем величине мозга. Латерализација функције мозга сагледава познате и могуће разлике између њих.

### Бела маса
У састав беле масе предњег мозга улазе нервна влакна три категорије:
1. Пројекциона влакна — преко ових влакана се остварују аферентне и еферентне везе теленцефалона.
2. Асоцијативна влакна — помоћу којих се повезују поједини делови исте хемисфере.
3. Комисурална влакна — повезују две хемисфере теленцефалона.

У неокортексу, пројекциони неурони су ексцитаторни неурони који шаљу аксоне ка удаљеним циљевима мозга. Узимајући у обзир шест хистолошки различитих слојева неокортекса, неурони асоцијативне пројекције протежу аксоне унутар једне кортикалне хемисфере; неурони комисуралне пројекције протежу аксоне преко средње линије до контралатералне хемисфере; а неурони кортикофугалне пројекције протежу аксоне даље од кортекса. Међутим, неки неурони су мултифункционални и стога се могу категорисати у више од једне такве категорије.

## Развој
У ембриону кичмењака у развоју, нервна цев је подељена на четири нераздвојена дела који се затим даље развијају у различите регионе централног нервног система; то су прозенцефалон (предњи мозак), месенцефалон (средњи мозак), ромбенцефалон (задњи мозак) и кичмена мождина. Прозенцефалон се даље развија у теленцефалон и диенцефалон. Дорзални теленцефалон ствара палијум (мождани кортекс код сисара и гмизаваца), а вентрални теленцефалон ствара базалне ганглије. Диенцефалон се развија у таламус и хипоталамус, укључујући оптичке везикуле (будућу ретину). Дорзални теленцефалон тада формира две латералне теленцефалне везикуле, одвојене средњом линијом, које се развијају у леву и десну мождану хемисферу. Птице и рибе имају дорзални теленцефалон, као и сви кичмењаци, али је генерално неслојан и стога се не сматра можданом кором. Само слојевита цитоархитектура се може сматрати кортексом.

## Функције
Напомена: Пошто је велики мозак грубо подељен са много подрегиона, важно је навести да овај одељак наводи само функције којима церебрум као целина служи. (Погледајте главне чланке о церебралном кортексу и базалним ганглијама за више информација.) Велики мозак је главни део мозга који контролише емоције, слух, вид, личност и још много тога. Он контролише сву прецизност вољних радњи и функционише као центар чулне перцепције, памћења, мисли и расуђивања; велики мозак функционише и као центар вољних моторичких активности.

### Моторне функције
Горњи моторни неурони у примарном моторном кортексу шаљу своје аксоне у мождано стабло и кичмену мождину да синапсе на доњим моторним неуронима, који инервирају мишиће. Оштећење моторних подручја кортекса може довести до одређених врста болести моторних неурона. Ова врста оштећења доводи до губитка мишићне снаге и прецизности, а не до тоталне парализе.

### Сензорна обрада
Примарне сензорне области мождане коре примају и обрађују визуелне, слушне, соматосензорне, укусне и мирисне информације. Заједно са асоцијацитивним кортикалним областима, ови региони мозга синтетишу сензорне информације у нашу перцепцију света.

### Мирис
Мирисни (олфакторни) булбус, структура одговорна за чуло мириса, заузима велику површину великог мозга код већине кичмењака. Међутим, код људи је овај део мозга много мањи и налази се испод предњег режња. Олфакторни сензорни систем је јединствен јер неурони у олфакторном булбусу шаљу своје аксоне директно у олфакторни кортекс, а не прво у таламус. Мирис је такође једино чуло које представља ипсилатерална страна мозга. Оштећење олфакторног булбуса доводи до губитка чула мириса.

### Језик и комуникација
Говор и језик се углавном приписују деловима мождане коре. Моторни делови језика се приписују Брокаовом подручју унутар фронталног режња. Разумевање говора се приписује Верникеовој области, на споју темпорално-паријеталног режња. Ова два региона су међусобно повезана великим трактом беле масе, лучним фасцикулусом. Оштећење Брокаовог подручја резултира експресивном афазијом (нефлуентна афазија), док оштећење Верникеовог подручја резултира рецептивном афазијом (која се назива и течна афазија).

### Учење и памћење
Експлицитно или декларативно (чињенично) формирање меморије се приписује хипокампусу и повезаним регионима медијалног темпоралног режња. Ова повезаност је првобитно описана након што је пацијенту познатом као Х. М. хируршки уклоњен леви и десни хипокампус ради лечења хроничне епилепсије темпоралног режња. Након операције, Х. М. је имао антероградну амнезију, односно немогућност формирања нових сећања.
Имплицитна или процедурална меморија, у којој се налазе знања о сложеном моторичком понашању, укључује базалне ганглије.
Краткорочна или радна меморија укључује асоцијативна подручја кортекса, посебно дорзолатерални префронтални кортекс, као и хипокампус.

## Остале животиње
Код најпримитивнијих кичмењака, слепуља и лампуга, велики мозак је релативно једноставна структура која прима нервне импулсе из мирисног булбуса. Код хрскавица и саркоптеригије, као и код водоземаца, присутна је сложенија структура, при чему је велики мозак подељен на три различита региона. Најнижи (или вентрални) регион формира базална једра и садржи влакна која повезују остатак великог мозга са таламусом. Изнад овога, који формира бочни део великог мозга, налази се палеопалијум, док се најгорњи (или дорзални) део назива архипалијум. Велики мозак остаје у великој мери посвећен олфакторном чулу код ових животиња, за разлику од његовог много ширег спектра функција код амниота.
Код зракоперки структура је нешто другачија. Унутрашње површине бочних и вентралних региона великог мозга избочене су у коморе; они укључују и базална језгра и различите делове палијума и могу бити сложене структуре, посебно у телеостима. Дорзална површина великог мозга је опнаста и не садржи нервно ткиво.
У амниотима, велики мозак постаје све већи и сложенији. Код гмизаваца, палеопалијум је много већи него код водоземаца и његов раст је потиснуо базална једра у централне регионе великог мозга. Као и код нижих кичмењака, сива маса се углавном налази испод беле масе, али код неких гмизаваца се шири на површину и формира примитивни кортекс, посебно у предњем делу мозга.
Код сисара се овај развој одвија даље, тако да кортекс покрива скоро целе хемисфере великог мозга, посебно код развијенијих врста, као што су примати. Палеопалијум се гура на вентралну површину мозга, где постоје олфакторни режњеви, док се архипалијум налази на медијалној дорзалној ивици и формира хипокампус. Код плацентних сисара развија се и жуљевито тело, који даље повезује две хемисфере. Сложене конволуције мождане површине (видети гирус, гирификација) се такође налазе само код виших сисара. Иако неки велики сисари (као што су слонови) имају посебно велики мозак, делфини су једине врсте (осим људи) које имају мозак који чине чак 2 процента њихове телесне тежине.
Велики мозак птица је слично увећан као код сисара, у поређењу са гмизавцима. Повећана величина птичјег мозга се класично приписује увећаним базалним ганглијама, док су друге области остале примитивне, али је овај поглед углавном напуштен. Чини се да су птице прошле кроз алтернативни процес енцефализације, пошто су се одвојиле од других архосауруса, са неколико јасних паралела са оним које су искусили сисари и њихови преци терапсиди.

## Галерија
- Велики мозак. Бочно. Дубока дисекција.
- Велики мозак. Медијално. Дубока дисекција.